# Žunice
Žunice (lat. Picumninae) su potporodica malenih djetlića koje nastanjuju uglavnom Južnu Ameriku. Tri vrste nastanjuju Aziju, a jedna Afriku.

## Opis
Kao i pravi djetlići, žunice imaju veliku glavu, dug jezik kojim vade kukce iz drveta i zigodaktilna stopala, s dva prsta okrenuta prema nazad, a dva prema naprijed. Međutim, nemaju ukočen rep koji pravim djetlićima olakšava penjanje uz drvo, pa zato radije sjede na vodoravnoj grani nego na uspravnoj.
Kljun im je kraći i manje sličan bodežu nego kod djetlića, pa zato kukce traže uglavnom u trulom drvetu. Slično tome, one koriste rupe djetlića za gniježđenje umjeso da prave vlastite. Jaja su bijela, kao kod mnogih dupljašica.
Ove ptice obično imaju siv ili blijedozelen gornji dio tijela i bijel donji dio, s tamnim prugama.

## Sisematika i evolucija
Iako nije dobro poznata iz fosila, evolucija žunica se danas smatra jasnom. Razdvojeno pojavljivanje rodova relativno je nedavne pojave, s jednom afričkom vrstom iz roda Sasia, koji se inače pojavljuje u jugoistočnoj Aziji, i jednom azijskom vrstom iz američkog roda Picumnus. Molekularno datiranje, zajedno s geografskim događajima i nepostojanjem dobrih fosilnih nalaza, ukazuje na to da su se ova dva roda razdvojila u dva različita smjera tijekom kasnog miocena, prije 8 milijuna godina. U to doba nastupio je period globalnog zahlađivanja. Molekularne razlike između žunica i djetlića za potporodice su prilično malene, podržavajući hipotezu da se dijeljenje tri grupe djelićima sličnih srodnika dogodilo prije oko 15 milijuna godina. Kasnije širenje južnoameričkih žunica se vjerojatno dogodilo zbog promjene u topologiji i fluktacije klime tijekom pliocena i pleistocena. Rod Verreauxia se može pihvatiti zbog izraženih morfoloških sličnosti, ali dvije grupe roda Picumnus su vrlo slične osim boje glave, iako su se davno razdijelile (Fuchs et al., 2006.).
Pokazalo se da je vrsta Nesoctites micromegas evolucijski vrlo različita i zato se sada svrstava u vlastitu potporodicu (Benz et al., 2006.).
Raspored vrsta po rodovima (prema del Hoyo et al. (2002.)):
Rod Picumnus
- Picumnus innominatus (ponekada Vivia)
- Picumnus aurifrons
- Picumnus pumilus
- Picumnus lafresnayi
- Picumnus exilis
- Picumnus nigropunctatus
- Picumnus sclateri
- Picumnus squamulatus
- Picumnus spilogaster
- Picumnus minutissimus
- Picumnus pygmaeus
- Picumnus steindachneri
- Picumnus varzeae
- Picumnus cirratus
- Picumnus dorbygnianus
- Picumnus temminckii
- Picumnus albosquamatus
- Picumnus fuscus
- Picumnus rufiventris
- Picumnus fulvescens
- Picumnus limae
- Picumnus nebulosus
- Picumnus castelnau
- Picumnus subtilis
- Picumnus olivaceus
- Picumnus granadensis
- Picumnus cinnamomeus

Rod Verreauxia (ponekada se svrstava u Sasia)
- Verreauxia africana

Rod Sasia
- Sasia abnormis
- Sasia ochracea

## Vanjske poveznice
- Piculet videos, photos & sounds on the Internet Bird Collection

## Drugi projekti
|  | Zajednički poslužitelj ima još gradiva o temi žunice |
|  | Wikivrste imaju podatke o taksonu žunicama           |